# بودجه
واژهٔ بودجه از زبان فرانسوی و آن هم از زبان انگلیسی گرفته شده. بدین‌صورت که رویهٔ تنظیم بودجه و به تصویب رساندن آن در پارلمان، ابتدا از کشور انگلستان شروع شده‌است. در فرانسوی قدیم بودجه، کیفی چرمی بوده که وجوه نقد را در آن نگهداری می‌کردند؛ و در انگلستان کیف چرمی‌ای که حاوی صورت مخارج مورد نیاز پادشاه بوده و به پارلمان عرضه می‌شد، باجت (به انگلیسی: Budget) نام داشت.
در واقع بودجه که یک مفهوم در اقتصاد خرد است، برای شخص، خانواده، گروهی از افراد، کسب و کار، دولت، کشور یا هر چیزی که درآمد کسب می‌کند و پول خرج می‌کند؛ اهمیت بسزایی دارد.
چون مفهوم بودجه از آغاز پیدایش‌اش تاکنون تغییر و تحول بسیار یافته‌است، بنابراین، به‌دست آوردن تعریف کاملی که همهٔ مفاهیم آن در دوره‌های گذشته و حال را پوشش دهد، کار دشواری است. ولی به زبان ساده، می‌توان گفت که:
بودجه تخمینی از درآمد و هزینه در طول یک بازهٔ زمانی معین در آینده (معمولاً یک ساله) به منظور نیل به اهداف تعیین شده‌است. این سیاست‌ها در قالب برنامه‌ریزی عملیات شرکت، مخارج سرمایه‌ای و گردش وجوه نقد مطرح می‌شوند.

## چرا بودجه تولید می‌شود
بودجه مدیران ارشد بخش‌های مختلف یک نظام را بر آن می‌دارد تا بر اساس یک برنامه یکپارچه و هماهنگ با دیگر بخش‌ها برای اهداف خود بر اساس منابعی که دارند برنامه‌ریزی کنند. در واقع بودجه، دستورالعمل تخصیص منابع یک سازمان به بخش‌های مختلف آن است که برای دستیابی به اهداف تعیین شده به کار می‌رود و از هدر رفت منابع و فساد و هرج و مرج سازمانی جلوگیری می‌کند ملزومات دیگر از بودجه عبارتند از:
- کنترل منابع
- هماهنگی عملکرد بخش‌های مختلف یک نظام
- برنامه‌ریزی برای دستیابی به اهداف نظام.
- ارزیابی عملکرد مدیران
- تعیین اهداف و سیاست‌های جامع یک سازمان

## تعریف بودجه
به بیان واضح برنامه‌ها، اهداف بلندمدت و کوتاه‌مدت که شامل تمام جنبه‌های عملیات واحد تجاری در یک دوره زمانی تعیین‌شده‌است، بودجه گفته می‌شود. بودجه ابزاری است که هدف و مسیر حرکت را برای سازمان مشخص می‌کند. تغییرات محیط را تحت کنترل خواهد داشت و به مدیران سازمان کمک می‌کند تا جنبه‌های مالی واحدشان را شناسایی کنند و مشکلات را قبل ار وقوع حل کنند.
بودجه یک برنامه مالی برای کنترل عملیات و نتایج آتی است. اگرچه بودجه شامل بخش‌بندی‌های واحدها، محصولات، پروژه‌ها یا نیروی انسانی است، اما برای کل شرکت در نظر گرفته می‌شود. گام نخست بودجه‌ریزی با شکسته شدن بودجه، بر اساس اهداف استراتژیک سازمان که به عنوان اهداف بلند مدت، اهداف سالانه و اهداف عملیاتی تعریف می‌شوند، انجام می‌شود، اهداف واحد تجاری می‌تواند شامل رشد درآمد، کاهش هزینه، فروش و حجم تولید و بازده سرمایه‌گذاری و کیفیت محصولات و خدمات باشد.

## بودجه شرکت
بودجه یک شرکت که اغلب در سال تنظیم می‌شود، اما ممکن است بودجه به پایان رسیده، معمولاً نیاز به تلاش قابل توجه، برنامه‌ریزی برای آینده کوتاه مدت، به‌طور معمول یک سال دارد.
در حالی که به‌طور سنتی بخش مالی تدوین بودجه شرکت، نرم‌افزار مودم اجازه می‌دهد تا صدها یا حتی هزاران نفر از مردم در بخش‌های مختلف (عملیات، منابع انسانی، فناوری اطلاعات، و غیره) درآمدهای مورد انتظار و هزینه‌های خود در بودجه نهایی را فهرست کنند.
اگر ارقام واقعی ارائه شده از طریق بودجه نزدیک به بودجه نهایی باشد، این نشان می‌دهد که مدیران کسب و کار خود را درک و با موفقیت آن در جهت در نظر هدایت کار خود در نظر گرفته‌اند. از سوی دیگر، اگر چهره‌های واگرا در بودجه به‌طور افراطی وجود داشته باشد، این سیگنال "خارج از کنترل ارسال می‌کند، و قیمت سهام می‌تواند یک نتیجه دیگرمنتهی شود.

## رویداد مدیریت بودجه
بودجه یک ابزار اساسی برای مدیریت رویدادen:Event management با دقت مناسب برای پیش‌بینی این می‌باشد که آیا این رویداد در نتیجه سود، از دست خواهد رفت یا شکست خواهد خورد و حتی بودجه نیز می‌تواند به عنوان ابزاری برای قیمت‌گذاری استفاده شود.
دو روش و فلسفه اساسی برای بودجه وجود دارد. یکی از این روش‌ها گفتن این است که شما بر روی مدل‌های ریاضی، و از سوی دیگر بر مردم است.
اولین مکتب فکری بر این باور است که مدل‌های مالی، اگر به درستی ساخته شود، می‌تواند مورد استفاده برای پیش‌بینی آینده قرار گیرد. تمرکز بر روی متغیرها، ورودی‌ها و خروجی‌ها، رانندگان و مانند آن است. سرمایه‌گذاری زمان و پول برای تکمیل این مدل است، که معمولاً در برخی از انواع نرم‌افزارهای صفحه گسترده مالی، اختصاص داده شده‌است.
مکتب فکری بر آن است که مدل، آن در مورد مردم است و مهم نیست مدل‌های پیچیده چگونه می‌توانند بهترین اطلاعات را از مردم در مورد کسب و کار بدست آورند؛ بنابراین تمرکز در تعامل مدیران با کسب و کار، در ادامه به‌طور کامل در فرایند بودجه و ایجاد پاسخگویی برای نتایج می‌باشد. شرکت‌هایی که پایبند به این رویکرد هستند باید مدیران خود را برای گسترش بودجه تعیین نمایند. در حالی که بسیاری از شرکت‌ها می‌گویند که در واقع سرمایه‌گذاری هر دو، زمان و پول مستقیماً در یک روش دیگر قرار دارد.

## بودجه دولت
برای کسب اطلاعات بیشتر در مورد این موضوع، نگاه کنید به بودجه دولت en:Government budget.
بودجه دولت، خلاصه یا طرح درآمد و هزینه‌های در نظر گرفته شده دولت می‌باشد.

### ایالات متحده
نوشتار اصلی: بودجه فدرال ایالات متحده en:United States federal budget
بودجه فدرال توسط دفتر مدیریت و بودجه آماده و برای بررسی به کنگره ارائه می‌گردد. بدون استثنا، کنگره بسیاری از تغییرات قابل توجه را در آن می‌دهد. تقریباً تمامی کشورهای آمریکا ملزم به داشتن بودجه متوازن هستند اما دولت فدرال برای کسر آن‌ها مجاز است.

### هندوستان
نوشتار اصلی: بودجه اتحادیه هند en:Union budget of India
بودجه توسط بخش بودجه در وزارت امور اقتصادی و وزارت مالیه برای یک سال آماده می‌شود. این شامل کمک‌های مالی بیش از حد مکمل است و زمانی که توسط رئیس‌جمهور اعلام شد آماده‌سازی بودجه دولت از جمله براساس قانون اساسی در رابطه با یک کشور یا یک اتحادیه منطقه‌ای است. بودجه راه‌آهن به‌طور جداگانه ارائه شده‌است.

### فیلیپین
بودجه فیلیپین در جهان پیچیده‌ترین بودجه در نظر گرفته شده‌است، از ترکیب روش‌های متعدد در یک سیستم بودجه با آیتم (بودجه)، عملکرد (حسابدهی بودجه)، و مبتنی بر صفر (آماده‌سازی بودجه). گروه بودجه و مدیریت مخارج برنامه‌های ملی آماده می‌گردد و به کمیته تخصیص مجلس نمایندگان برای تخصیص عمومی ارائه می‌شود. از طریق بررسی بودجه و فرایند رأی دادن انجام می‌گردد و به مجلس سنای فیلیپین منتقل می‌گردد.
پس از تصویب هر دو مجلس و کنگره، رئیس‌جمهور این لایحه را به قانون تخصیص عمومی ارائه می‌دهد همچنین، رئیس‌جمهور ممکن است از حق وتو استفاده کند و به قوه مقننه برای تعویض این لایحه به مدت ۳۰ روز وقت دهد زیرا با استفاده از مرور زمان به قانون تبدیل می‌گردد. دو نوع از حق وتو در لایحه بودجه وجود دارد: حق وتوی بندها و حق وتوی کل بودجه.

## بودجه شخصی یا خانوادگی

#### برای کسب اطلاعات بیشتر در مورد این موضوع، نگاه کنید به بودجه شخصیen:Government budget.
در بودجه شخصی یا خانوادگی همه منابع درآمد (ورودی) شناسایی شده و هزینه (خروجی) با هدف تطبیق خروجی به ورودی برنامه‌ریزی شده‌است. در تئوری مصرف‌کننده، معادله محدود کردن فرد یا افراد خانواده برای صرف بیش از منابع کل است که اغلب به نام محدودیت بودجه بیان می‌شود.

## انواع بودجه

### بودجه فروش
برآورد فروش آینده، اغلب به هر دو واحد پول و دلار است. برای اهداف فروش شرکت استفاده می‌شود.

### بودجه تولید
برآورد تعداد واحد تولید است برای برآورده کردن اهداف فروش. بودجه تولید نیز تخمین زده می‌شود که هزینه‌های مختلف درگیر با تولید این واحد، از جمله نیروی کار و مواد ایجاد شده توسط شرکت‌های محصول محور است.
جریان وجوه نقد / بودجه نقدی:
پیش‌بینی هزینه‌های دریافتی نقدی آینده و برای یک دوره زمانی خاص. معمولاً یک دوره در آینده کوتاه مدت را پوشش می‌دهد. جریان نقدی بودجه کمک می‌کند تا کسب و کار زمانی را برای درآمد کافی برای پوشش هزینه‌ها و زمانی که این شرکت باید به دنبال تأمین مالی باشد را تعیین کند.

### بودجه بازاریابی
برآورد بودجه برای ترویج، تبلیغات و روابط عمومی مورد نیاز به منظور بازار یا خدماتمحصول.

### بودجه پروژه
پیش‌بینی هزینه‌های مرتبط با پروژه شرکت خاص است. این هزینه‌ها عبارتند از: نیروی کار، مواد، و سایر هزینه‌های مرتبط. بودجه پروژه معمولاً به وظایف خاص تقسیم می‌شود، با محول شدن هر بودجه به یک وظیفه. برآورد هزینه مورد استفاده برای ایجاد یک پروژه، بودجه پروژه‌است.

### بودجه درآمد
شامل درآمد دولت و هزینه‌های این درآمد است. درآمدهای مالیاتی از مالیات و دیگر عوارض که دولت بدست آورده‌است.

### بودجه مخارج
شامل هزینه اقلام داده شده و پیش‌بینی هزینه‌های آتی